# Крушение поезда в Аризоне (1995)
Крушение поезда в Аризоне — сход с рельсов поезда 9 октября 1995 года в Пало Верде, штат Аризона. Погиб один человек, 78 были ранены (из них 12 человек получили тяжёлые травмы).
На месте крушения были найдены четыре записки с критикой властей за осаду поместья «Маунт Кармел», когда в результате пожара погибло более 70 человек. Во всех сообщениях стояла подпись «Сыны гестапо» (англ. Sons of the Gestapo). Это дало основание предполагать, что к крушению могут быть причастны праворадикальные террористические группировки.
По состоянию на 2007 год виновные в крушении не найдены. ФБР предполагает, что группы «Сыны гестапо» не существует.